# Fontaine commémorative à Palić
La fontaine commémorative à Palić (en serbe cyrillique : Спомен чесма на Палићу ; en serbe latin : Spomen česma na Paliću) est située à Palić, dans la province de Voïvodine, sur le territoire de la Ville de Subotica et dans le district de Bačka septentrionale, en Serbie. Elle est inscrite sur la liste des monuments culturels protégés de la République de Serbie (identifiant no SK 1538).

## Présentation

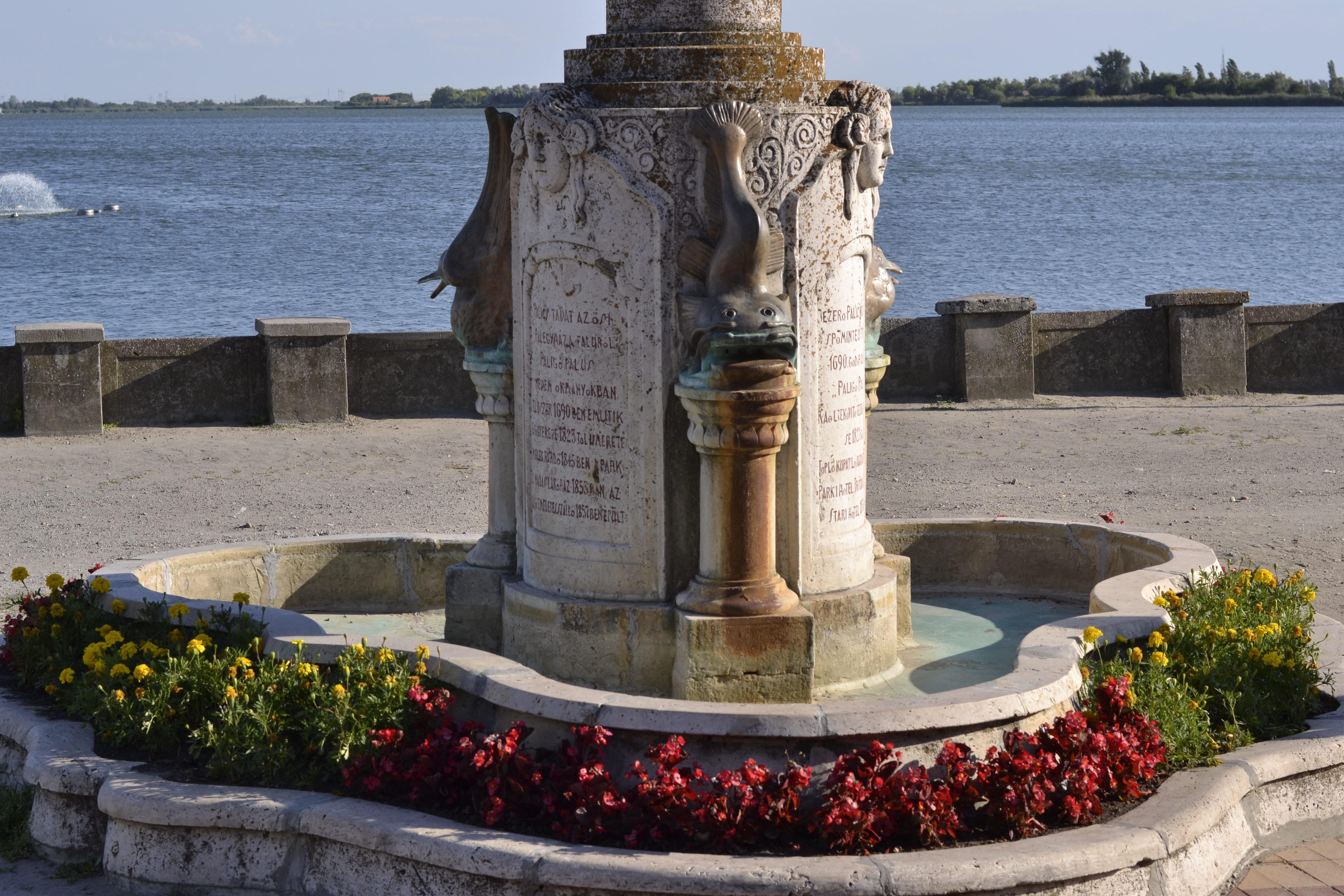
Autre vue de la fontaine.

La fontaine commémorative a été construite en 1912 pour célébrer la construction de certains bâtiments de la ville, dont l'hôtel de ville de Palić. Elle a été conçue par les architectes de Budapest Marcell Komor et Dezső Jakab.
Elle est constituée de deux bassins, l'un tréflé, avec des sculptures florales, et l'autre plus élevé, d'où s'écoule l'eau, avec des animaux sculpté comme le poisson-chat ou le canard sauvage. À l'origine, elle était ornée d'inscriptions avec des vers du poète hongrois Dezső Kosztolányi (1885-1936), originaire de Subotica. Dans l'entre-deux-guerres, le poème a été remplacé par une inscription en serbe cyrillique, en serbe latin et en hongrois sur l'histoire de Palić et l'ensemble du monolithe a reçu l'aspect d'un monument d'aspect Art nouveau et des sculptures représentant des oiseaux et des poissons stylisés sont venus orner l'ensemble.